# Lanoe Hawker
Lanoe George Hawker (30 grudnia 1890 w Longparish, zm. 23 listopada 1916 w Bapaume) – brytyjski pilot myśliwski początkowego okresu I wojny światowej, odznaczony Krzyżem Wiktorii (VC). Hawker był pierwszym brytyjskim asem myśliwskim z liczbą 7 zestrzelonych samolotów.
Urodził się w Longparish w Anglii. Podjął edukację wojskową i jeszcze przed wojną, w 1913 uzyskał cywilną licencję pilota. Po wybuchu wojny wstąpił do lotnictwa brytyjskiego i początkowo latał w 6. dywizjonie RFC. 9 kwietnia 1915 dokonał śmiałego rajdu samolotem B.E.2c, atakując bombami i granatami z małej wysokości hangar sterowców Zeppelin w Gontrode. Został za tę akcję odznaczony orderem DSO. 21 czerwca 1915 zestrzelił pierwszy samolot niemiecki. Sam opracował sposób montażu karabinu maszynowego Lewis na samolocie zwiadowczym Bristol Scout, skierowanego w lewo w celu ominięcia płaszczyzny śmigła. Testując swój wynalazek, 25 lipca 1915 zestrzelił dwa niemieckie samoloty rozpoznawcze w jednym locie i przepędził trzeci, za co został jako pierwszy pilot odznaczony Krzyżem Wiktorii (Victoria Cross) (według niektórych źródeł, zestrzelił wszystkie trzy samoloty). W lutym 1916 Hawker został mianowany dowódcą brytyjskiego 24. dywizjonu RFC, uzyskując stopień majora. Wprowadził on spore zmiany w taktyce lotnictwa myśliwskiego.
Lanoe Hawker zginął 23 listopada 1916 po długim pojedynku z niemieckim asem Manfredem von Richthofen, stając się jego 11. ofiarą. Lecąc przestarzałym już wówczas myśliwcem Airco DH.2, związał się walką z Albatrosem D.II von Richthofena. Podczas próby powrotu nad własne linie z powodu kończącego się zapasu paliwa był przez niego ścigany, a następnie został zestrzelony w okolicach Bapaume.
Mimo że liczba odniesionych przez Hawkera zwycięstw powietrznych - 7, była relatywnie niewielka, lecz odniósł je latając na słabo uzbrojonych samolotach  wczesnego okresu wojny, jeszcze przed wynalezieniem zsynchronizowanych karabinów maszynowych. Był agresywnym i śmiałym pilotem i dobrym taktykiem, jego mottem było: attack everything – atakować wszystko.